# Robert Rauschenberg

Riding Bikes, Berlin, 1998

Robert Milton Ernest Rauschenberg (n. 22 octombrie 1925 în Port Arthur, statul Texas - d. 12 mai 2008) a fost un artist american, important lider al artei americane contemporane.

## Biografie
A studiat la Kansas City Art Institute, la Academia Juliană din Paris și în Carolina de Nord la Colegiul Black Mountain.
Faima lui de artist pop a crescut după ce a inventat "combinațiile" (“combines”), fuziuni între bidimensionalitatea unei picturi și tridimensionalitatea unei sculpturi sau lucrări care includ pe pânză atât uleiuri sau acuarelă, cât și diverse obiecte.
În privința înțelesului artei sale, Rauschenberg sugerează că e ca o “invitație la a găsi propriile diferențe” și de a privi lumea deschis, pentru că ea “e cu mult mai bogată decât înțelegem și mult mai variată și surprinzătoare decât am putea crede.”
1. 1 2  Robert Rauschenberg, Internet Broadway Database, accesat în 9 octombrie 2017
2. 1 2  Autoritatea BnF, accesat în 10 octombrie 2015
3. ↑  The Fine Art Archive, accesat în 1 aprilie 2021
4. ↑  Robert Rauschenberg, Rauschenberg, Robert[*]
5. ↑  Robert Rauschenberg, Allgemeines Künstlerlexikon Online
6. 1 2  RKDartists
7. ↑  Robert Rauschenberg, SNAC, accesat în 9 octombrie 2017
8. ↑  Robert Rauschenberg (în engleză), Kunstindeks Danmark
9. ↑  Robert Rauschenberg, Encyclopædia Britannica Online, accesat în 9 octombrie 2017
10. ↑  Encyclopædia Britannica Online
11. ↑  Museum of Modern Art online collection, accesat în 4 decembrie 2019
12. ↑   https://www.workwithdata.com/person/robert-rauschenberg-1925, accesat în 2 decembrie 2024 Lipsește sau este vid: |title= (ajutor)
13. 1 2  Union List of Artist Names
14. ↑  CONOR.SI[*] Verificați valoarea |titlelink= (ajutor)
15. ↑  IdRef, accesat în 4 martie 2020
16. 1 2 3  Museum of Modern Art online collection
17. ↑   https://www.praemiumimperiale.org/en/laureate-en/laureates-en, accesat în 19 martie 2022 Lipsește sau este vid: |title= (ajutor)